# 小行星15992
小行星15992（15992 Cynthia）是一颗绕太阳运转的小行星，为主小行星带小行星。该小行星于1998年12月18日发现。

## 轨道参数
小行星15992的轨道半长轴为2.3225858 UA，离心率为0.066。